# De Huesmolen
De Huesmolen is een straat en winkelcentrum in de wijk Risdam-Zuid in de Nederlandse gemeente Hoorn. De eerste winkels opende de deuren in 1978. Het winkelcentrum en is gebouwd in drie fasen met verschillende oplevermomenten. Aanvankelijk liep er dwars door het winkelcentrum een gracht. In 2014 is bij een grote renovatie de gracht gedempt en ontstond er een ruim en overzichtelijk winkelcentrum. In en rond het centrum zijn zo'n 40 winkels gehuisvest. Daarnaast zijn er voorzieningen aanwezig als een wijkcentrum, bibliotheek, restaurants, bowlingcentrum, tandarts, fysiotherapeut, chiropractor en andere specialisten aanwezig.
Het postkantoor dat bij het centrum gebouwd werd is in 2019 gesloopt, sinds 2024 staat op die plek een flatgebouw met op de begane grond winkelruimte.
Boven de meeste winkels zijn woningen gebouwd.